# Dare Valič
Dare Valič, slovenski gledališki in filmski igralec, * 20. marec 1941, Banja Luka, Bosna in Hercegovina, †  19. julij 2023, Ljubljana, Slovenija

## Življenjepis
Na AGRFT je od 1961 do 1965 študiral dramsko igro in 1991 diplomiral.
Od 1969 do 1971 je bil svobodni igralec, v tem času je igral v Drami Slovenskega narodnega gledališča v Ljubljani, Eksperimentalnem gledališču Glej, Slovenskem mladinskem gledališču, Primorskem dramskem gledališču Nova Gorica in na Mestnem odru v Kopru, od 1971 do upokojitve leta 2005 je bil član ljubljanske Drame. Bil je tudi med ustanovitelji Kulturnega foruma Slovenske demokratske stranke.
Umrl je 19. julija 2023 po dolgoletni bolezni , pokopali pa so ga 29. julija 2023 na viškem pokopališču v Ljubljani.

## Družina
Bil je nečak igralca Aleksandra Valiča. Imel je štiri otroke: Nina Valič in Blaž Valič sta igralca, Lara je strokovna sodelavka v Državnem zboru Republike Slovenije, Maja pa je arhitektka.

## Vloge

### Gledališče
- Hamlet (1968) (Horatio) (SNG Drama)
- Aleksander praznih rok (1971) (Aleksander) (SNG Drama)
- Pygmalion (1971) (Freddy Eynsford-Hill) (SNG Drama)
- Sodnik Zalamejski (1972) (Juan) (SNG Drama)
- Vdova iz Ankone (1972) (Tancredij) (SNG Drama) (glavna vloga)
- Opereta (W. Gombrowicz) (1973) (grof Šarm) (SNG Drama)
- Vanjušinovi otroci (1974) (Konstantin) (SNG Drama)
- Volkovi in ovce (1974) (Murzavecki) (SNG Drama) (glavna vloga)
- Opera za tri groše (1975) (Jonatan Jeremija) (SNG Drama)
- Rihardova umetna noga (1976) (Cronin) (SNG Drama) (glavna vloga)
- Za narodov blagor (1976) (Julijan Ščuka) (SNG Drama)
- Zajčev Voranc (1980) (Jernej) (SNG Drama)

### Filmi
- Peta zaseda (1968)
- Bele trave (1976)
- Med strahom in dolžnostjo (1976),
- Vdovstvo Karoline Žašler (1976)
- To so gadi (1977)
- Draga moja Iza (1978)
- Poletje v školjki (1986)
- Poletje v školjki 2 (1988)
- Maistrova najdaljša mariborska noč (1989, TV)
- Do konca in naprej (1990)
- Peklenski načrt (1992, TV)
- Rabljeva freska (1995)
- Srečen za umret (2013)
- Kresnik: Ognjeno izročilo (2014)

### TV serije
- VOS (1971)
- Vest in pločevina (1974)
- Ciklamen (1974)
- Sence pod Ostrim vrhom (1976)
- Vladimir (2002)
- Kje si stari? (2011)

## Igralska rodbina Valič

### Potomci Aleksandra Valiča
| ↓ Aleksander Valič ↓ (1919–2015)        | ↓ Aleksander Valič ↓ (1919–2015)        | ↓ Aleksander Valič ↓ (1919–2015) |
| ↓ njegov sin ↓                          | ↓ njegov nečak ↓                        | ↓ njegov daljni sorodnik ↓       |
| --------------------------------------- | --------------------------------------- | -------------------------------- |
| ↓ Iztok Valič ↓ (1950– )                | ↓ Dare Valič ↓ (1941–2023)              | ↓ Aleš Valič ↓ (1955– )          |
| Vid Valič (1982– ) Domen Valič (1984– ) | Nina Valič (1973– ) Blaž Valič (1974– ) | Matic Valič                      |

## Nagrade
- Nagrada prešernovega sklada za študente (1964, Stotnik Lokar Medved Rendez-vous (AGRFT))
- Borštnikovo srečanje (1973, za vlogo Viteza pl. Ripafratte (Goldoni Krčmarica Mirandolina, SNG Drama Ljubljana)
- Borštnikovo srečanje (1980, bronasti kipec Otona Župančiča za najbolj dognan odrski jezik)
- Severjeva nagrada (1979, Žulaj v F. Kozak, Profesor Klepec)
- Sterijino pozorje (1980, Žulaj; Hollarcut v E. Bond, Morje).
- nagrada Prešernovega sklada (1985, za vlogi v dramah Naivne lastovke in Barillonova poroka)
- Festival slovenskega filma (1998, epizodni igralec (stranska vloga) leta Revija Stop, TV-film: Pet majskih dni (TV Slovenija))
- Župančičeva nagrada (1999)
- Borštnikov prstan (2016)